# Juneda
Juneda é um município da Espanha na comarca de Garrigues, província de Lérida, comunidade autónoma da Catalunha. Tem 47,3 km² de área e em 2021 tinha 3 569 habitantes (densidade: 75,5 hab./km²).

## Demografia
| Variação demográfica do município entre 1991 e 2004 [carece de fontes?] | Variação demográfica do município entre 1991 e 2004 [carece de fontes?] | Variação demográfica do município entre 1991 e 2004 [carece de fontes?] | Variação demográfica do município entre 1991 e 2004 [carece de fontes?] |
| ----------------------------------------------------------------------- | ----------------------------------------------------------------------- | ----------------------------------------------------------------------- | ----------------------------------------------------------------------- |
| 1991                                                                    | 1996                                                                    | 2001                                                                    | 2004                                                                    |
| 2949                                                                    | 2996                                                                    | 2960                                                                    | 3023                                                                    |